# Семиозёрка (Северо-Казахстанская область)
Семиозёрка (каз. Семиозерка) — село в Жамбылском районе Северо-Казахстанской области Казахстана. Входит в состав Пресноредутского сельского округа. Код КАТО — 594661500. Ликвидировано в 2013 г.

## География
Расположено между озёрами Сладкое и Семиозёрное.

## Население
В 1999 году население села составляло 231 человек (111 мужчин и 120 женщин). По данным переписи 2009 года, в селе проживало 25 человек (13 мужчин и 12 женщин).

## Уроженцы
- Давыденко, Валентин Иванович — певец. Заслуженный артист Латвийской ССР (1958), Заслуженный артист РСФСР (1973).